# Io (2019)
Io is een Amerikaanse sciencefictionfilm uit 2019, geregisseerd door Jonathan Helpert.

## Verhaal
In de nabije toekomst is de Aarde door luchtvervuiling een dystopische leefomgeving geworden. De atmosfeer is giftig geworden en de meeste mensen die nog in leven zijn ontvluchten de planeet met honderden spaceshuttles naar een ruimtestation in de buurt bij Io, een maan van Jupiter. Een van weinig nog overgebleven mensen op Aarde is Sam Walden, een jonge wetenschapper die op grote hoogte woont, waar de kwaliteit van de lucht nog het best is. Om de Aarde nog te redden probeert ze bijen te kweken die kunnen overleven in de atmosfeer. Op een dag komt een heliumballonvaarder naar haar toe. De man genaamd Micah wil voor de laatste spaceshuttle vertrekt nog Henry Walden, Sams vader spreken, de man die nog hoop zag op een toekomst op Aarde. Sam vertelt hem dat haar vader niet meer leeft. Micah haalt Sam dan over om mee te gaan met de spaceshuttle. Terwijl ze wachten totdat de wind de goede richting heeft, groeien ze dichter naar elkaar toe, waarop ze de liefde bedrijven.
Micah en Sam ontdekken daarna bij Sams bijenkorf een nieuwe uitgebroede bijenkoningin die immuun is voor de giftige lucht. Als Micah hoort dat de lancering van de shuttle is verplaatst naar een locatie verder weg heeft hij niet genoeg helium meer over. Sam weet dat in een giftige stad vlakbij nog heliumflessen moeten zijn. Als ze de flessen hebben gevonden gaat Sam nog even kijken naar haar favoriete museum. Micah komt naar haar met een nieuwe zuurstoffles. Maar in plaats van het verwisselen van de fles trekt ze haar masker af, in de hoop te kunnen overleven. Ze vertelt hem dat zij en haar vader bezig waren om een manier te vinden om zichzelf te immuniseren tegen de dodelijke lucht. Als Sam toch blijft, reist Micah alleen verder. In de slotscène is Sam en het kind van Micah te zien op een strand, waarmee een stem van haar vertelt aan Micah hoe mooi de Aarde is en dat zij op hem wachten.

## Rolverdeling
| Acteur           | Personage    |
| ---------------- | ------------ |
| Margaret Qualley | Sam Walden   |
| Anthony Mackie   | Micah        |
| Danny Huston     | Henry Walden |
| Tom Payne        | Elon         |

## Productie
In januari 2015 werd aangekondigd dat Elle Fanning en Diego Luna in de film zouden spelen, met Clay Jeter als regisseur en co-scenarioschrijver. Echter werden Fanning en Luna in oktober 2016 vervangen door Margaret Qualley en Anthony Mackie. Ook werd Danny Huston toegevoegd aan de cast en verving Jonathan Helpert Jeter als regisseur met behoud van zijn scenario. De opnames begonnen in oktober 2016 en vonden onder meer plaats in Nice, Côte d'Azur, Sofia en Santa Monica.

### Release
De eerste trailer verscheen op 10 januari 2019. De film werd door Netflix uitgebracht op 18 januari 2019.

### Ontvangst
De film werd matig ontvangen op Rotten Tomatoes, waar het 30% goede reviews ontving, gebaseerd op 23 beoordelingen. Op Filmliefhebber.com werd de film beoordeeld met tweeënhalve ster.